# Wiesmann

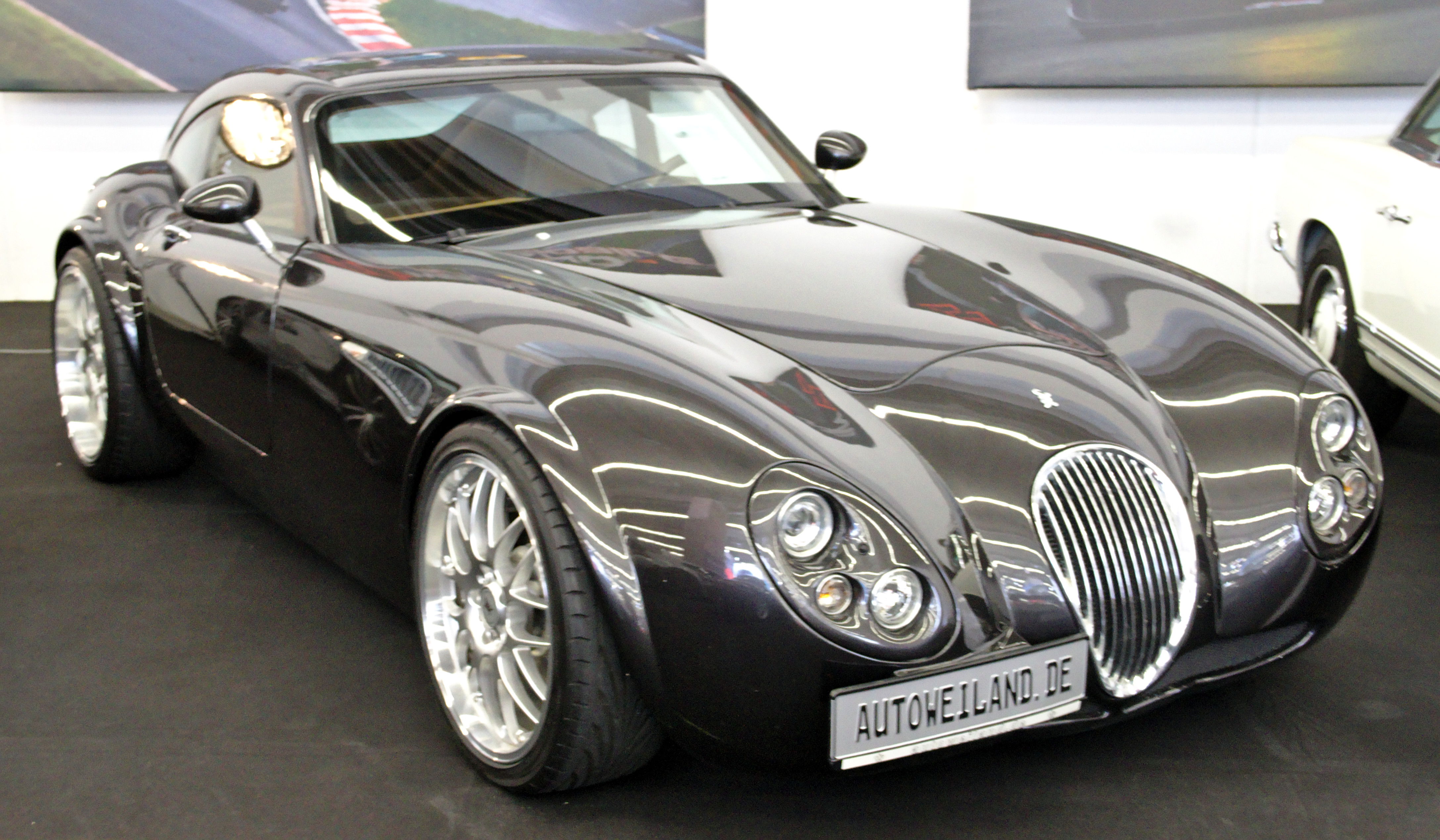
Wiesmann GT MF4

Wiesmann is een Duits automerk, opgericht in 1988 door de broers Martin en Friedhelm Wiesmann in Dülmen in Noordrijn-Westfalen
De broers maakten hun droom waar door een handgebouwde sportwagen te bouwen. De eerste Wiesmann Roadster werd in mei 1993 opgeleverd. Aangedreven door een BMW-motor, worden de auto's precies naar de wensen van de klant gemaakt. De modellen worden constant bijgewerkt met de nieuwste technieken, maar het basisconcept blijft hetzelfde.
In 2007 werd een nieuwe fabriek gebouwd waarin zich zowel de kantoorruimten als de productieruimtes bevinden. Het bijzondere aan dit gebouw is het dak: het heeft de vorm van een gekko, het logo van de firma.
In de nieuwe fabriek kunnen per jaar slechts 200 auto's worden geproduceerd, grotendeels met de hand. Een proces dat 300 uur kost. De auto's worden volledig uit roestvast materiaal geconstrueerd. Zo is het chassis van aluminium, de carrosserie bestaat uit glasvezel en het het uitlaatsysteem is volledig in inox.
De motoren en de transmissie worden door BMW geleverd.
Op 15 augustus 2013 vroeg de fabriek insolventie aan. In de 20 jaar tussen 1993 en 2013 werden er door de fabriek 1600 sportwagens gebouwd.
In 2016 namen de Britse investeerders Roheen en Sahir Berry het bedrijf over en er volgde een doorstart. Directeur van het huidige Wiesmann Sports Cars GmbH is Roheen Berry.

## Modellen
Elk model heeft een MF nummer. Deze verwijzen naar de initialen van de twee broers.
- Wiesmann Roadster (MF30) (1993)
- Wiesmann Roadster (MF3) (2003)
- Wiesmann Roadster MF4
- Wiesmann GT (MF4) (2003)
- Wiesmann GT MF5

## Trivia
- Het logo is een afbeelding van een gekko. Deze symboliseert het gegeven dat de auto blijft plakken op de weg als een gekko tegen de muur.
- Ter gelegenheid van de productie van de 500e roadster in 2006, werd dat exemplaar tijdens een veiling per opbod verkocht. De opbrengst ging gedeeltelijk naar een goed doel.